# Mörttjärnen (Stuguns socken, Jämtland)
Mörttjärnen är en sjö i Ragunda kommun i Jämtland och ingår i Indalsälvens huvudavrinningsområde. Sjön har en area på 0,269 kvadratkilometer och ligger 252 meter över havet.

## Delavrinningsområde
Mörttjärnen ingår i det delavrinningsområde (701338-147075) som SMHI kallar för Utloppet av Mörttjärnen. Medelhöjden är 287 meter över havet och ytan är 2,54 kvadratkilometer. Det finns inga avrinningsområden uppströms utan avrinningsområdet är högsta punkten. Vattendraget som avvattnar avrinningsområdet har biflödesordning 2, vilket innebär att vattnet flödar genom totalt 2 vattendrag innan det når havet efter 174 kilometer. Avrinningsområdet består mestadels av skog (82 procent). Avrinningsområdet har 0,27 kvadratkilometer vattenytor vilket ger det en sjöprocent på 10,4 procent.